# Ian Strange
Ian John Strange (1934, Inglaterra), también conocido como el Hombre Pájaro, es un artista británico, escritor, ornitólogo y conservacionista que se asocia a las Islas Malvinas.

## Primeros años
Strange nació en Market Deeping en Lincolnshire. Asistió a la escuela en Wolverhampton, posteriormente estudiando en Wolverhampton College of Art, el Jardín Botánico de Birmingham y en la Universidad de Birmingham. Luego se desempeñó con la Brigada de Paracaidistas Independiente, tras lo cual estudió agricultura en la universidad de Essex y también trabajó en los llamados Fens. Fue durante este período que conoció y se casó con su primera esposa, Irene Hutley.

## Islas Malvinas
En 1959 aceptó una posición extraña para establecer y administrar una granja experimental de peletería en las Islas Malvinas por la Compañía de la Bahía de Hudson. Durante la década de 1960 se vio envuelto en las actividades de conservación, fomento de la creación de reservas de vida silvestre en varias de las islas y estudio las poblaciones de focas allí. La inviabilidad de las granjas de peletería llevó a de Strange regreso al Reino Unido en 1967, pero regresó a las Malvinas en 1968 como un organizador de la gira con Lindblad Travel. 
En 1969 se casó con Ann Gisby y se instaló de forma permanente en las Malvinas, persiguiendo sus intentos de obtener una mayor protección de la vida silvestre, mientras se ganaba la vida a partir de la redacción de artículos y venta de pinturas. En 1971 se convirtió en un asesor honorario del Gobierno de las Malvinas en la vida silvestre y la conservación. Su primer libro, The Falkland Islands, fue publicado en 1972. En el mismo año Strange fue capaz, con el patrocinio adicional, de comprar a la Isla de Goicoechea como reserva y centro de investigación de la fauna.

## Algunsa publicaciones
- 1972 – The Falkland Islands. David & Charles. ISBN 9780715355855
- 1976 – The Bird Man: An Autobiography. Gordon & Cremonesi: Londres ISBN 0-86033-015-X
- 1981 – Penguin World. Putnam. ISBN 0-396-08000-6
- 1985 – The Falklands: South Atlantic Islands. Dodd Mead. ISBN 9780396086161
- 1987 – The Falkland Islands and their Natural History. David & Charles: Newton Abbot, Devon, RU. ISBN 0-715-38833-9
- 1990 – Collins Field Guide to the Wildlife of the Falkland Islands and South Georgia. HarperCollins. ISBN 9780002198394
- 1995 – The Striated Caracara Phalcoboenus australis in the Falkland Islands. Autor.
- 2005 – Atmosphere – Landscapes of the Falkland Islands. Design in Nature. ISBN 0-9550708-0-5